# Denny Ebbers
Danny Johannes Wilhelmus "Denny" Ebbers (ur. 17 lipca 1974, zm. 22 lipca 2015) – holenderski judoka. Olimpijczyk z Atlanty 1996, gdzie zajął 21. miejsce w wadze ciężkiej.
Uczestnik mistrzostw świata w 1995. Startował w Pucharze Świata w latach 1995−1998. Brązowy medalista mistrzostw Europy w 1995. Zdobył cztery medale na wojskowych MŚ, w tym złoty w 1997 roku.

## Letnie Igrzyska Olimpijskie 1996
| Konkurencja | Rundy eliminacyjne   | Klas. końcowa |
| Konkurencja | Przeciwnik I         | Miejsce       |
| ----------- | -------------------- | ------------- |
| +95 kg      | Frank Möller (GER) P | 21.           |